# Doğan Holding
A Doğan Holding é um dos mais importantes grupos económicos da Turquia, que opera nos domínios da energia, comércio, media, indústria, finanças, seguros e turismo. Foi criada em 22 de setembro de 1980 por Aydın Doğan e atualmente é líder de mercado de media e no setor petrolífero (conde se destaca a Petrol Ofisi) na Turquia. A holding pertence na sua maior parte aos membros da família Doğan (65,71%), estando o resto do capital cotado na Bolsa de Valores de Istambul (IMKB). Cerca de 200 empresas presentes numa vintena de países têm ligações mais ou menos diretas com a holding.
Dentre os jornais pertencentes ao grupo destacam-se o Hürriyet, o Milliyet, o Radikal e o Posta. O grupo possui igualmente três canais de televisão generalistas (Kanal D, Star TV e CNN Türk), diversos canais de televisão temáticos, e uma agência noticiosa.